# Géiner Segura
Géiner Isidro Segura Mora (Golfito, 14 ottobre 1974) è un ex calciatore costaricano, di ruolo centrocampista.